# Kisa Magnusson
Kisa Magnusson, egentligen Anna-Karin Margareta Magnusson, född 14 maj 1949 i Kisa församling, Östergötlands län, död 5 januari 2003 i Nacka, var en svensk sångerska och skådespelerska.

## Biografi
Magnusson slog igenom 1968 i musikalen Hair, och medverkade under 1970-talet i musikaler, bland andra Godspell, som spelades på Jarlateatern, Stockholm (1973) samt på turné med Riksteatern (1974). Magnusson deltog även i Melodifestivalen och turnerade också i folkparkerna. Kisa Magnusson, som vanligen sjöng blues och soul, har kallats för ”Sveriges svar på Janis Joplin”.  
Kisa Magnusson gav ut 13 egna album, och medverkade även på Bengt Sändhs och Finn Zetterholms album Folklår. Kisa Magnusson spelade 1972 in Djurgården IF:s hymn Sjung för gamla Djurgården ihop med Lasse Bagges orkester. Hennes mest kända låt är "Räck ut din hand" (1973), som låg 13 veckor på Svensktoppen, och nådde som bäst tredje plats. 
År 1974 kom hennes jazz- och fusionskiva Blues Eyes på Sveriges Radios skivbolag, i fyrkanalsstereo enligt Sansuis system QS Regular Matrix.
Under 1980-talet arbetade hon bland annat på Sveriges Radio. Under 2002 och framåt hade hon påbörjat en comeback efter att ha fått ett konstnärsstipendium. Hennes första comeback-konsert hölls i Hudiksvall den 18 december 2002 och fick goda recensioner.
Namnet Kisa fick hon av teaterläraren Calle Flygare – inte för att hon råkade komma från Kisa, utan för att hon kisade med ögonen.
Hon avled år 2003, 53 år gammal, troligen till följd av ett astmaanfall. Kisa Magnusson är begravd på Kisa kyrkogård.

## Filmografi
- 1973 – Håll alla dörrar öppna
- 1976 – Polare
- 2001 – Som hund och katt

## Teater

### Roller
| År   | Roll        | Produktion                                                                | Regi                       | Teater            |
| ---- | ----------- | ------------------------------------------------------------------------- | -------------------------- | ----------------- |
| 1968 |             | Hår James Rado, Gerome Ragni, Galt MacDermot                              | Pierre Fränckel            | Scalateatern      |
| 1973 |             | Godspell John-Michael Tebelak och Stephen Schwartz                        | Jonnie Christen Klaus Pagh | Jarlateatern      |
| 1976 | Medverkande | Hem till stan, revy Kar de Mumma                                          | Hans Dahlin                | Folkan            |
| 1978 | Subaida     | Röde Orm från Kullen Lars Björkman, Pierre Fränckel och Bengt-Arne Wallin | Pierre Fränckel Conny Borg | Malmö stadsteater |